# Bacacay
Bacacay es un municipio filipino de segunda clase, perteneciente a la provincia de Albáy, en la región de Bicolandia.

## Toponimia
El lugar puede aparecer referido como «Bacacay» o «Bagacay».

## Historia
Hacia mediados del siglo XIX, el lugar, ya por entonces perteneciente a la provincia de Albáy, tenía contabilizada una población de 8800 habitantes, repartidos en 1467 casas. Aparece descrito en el primer volumen del Diccionario geográfico, estadístico, histórico de las Islas Filipinas (1850) de Manuel Buzeta Núñez y Felipe Bravo con las siguientes palabras:

BACACAY ó BAGACAY: pueblo con cura y gobernadorcillo, en la isla de Luzon, prov. de Albay, dióc. de Nueva Cáceres; sit. en los 127° 27' long., y los 13° 17' 28" lat., en la playa oriental de la isla, sobre el seno de Tabaco, en medio de un laberinto de pequeños r., que desaguan en este seno, en una punta que penetra algun tanto en el mismo, el cual presenta un bajo bastante prolongado en frente de la pobl.: está bien ventilado, y su clima es templado y saludable. Tiene con sus barrio de Bayatdan, Banag, San Pedro, etc. como unas 1,467 casas, en general de sencilla construccion, distinguiéndose la casa parroquial y la llamada tribunal; hay cárcel, y escuela de primeras letras dotada de los fondos de comunidad, á la que concurren varios alumnos, é igl. parr. de buena fábrica, servida por un clérigo secular del pais. Se comunica con los pueblos inmediatos por medio de buenos caminos, y recibe el correo semanal. term.: confina por E. y N. con el mencionado seno; por S. con Libog, que se encnentra como á 1 y ¼ leg.; por O. con la prov. de Camarines-Sur á 2 y ½ leg., y por N. O. con Malilipot distante 1 y ¼ leg. Sus montes producen buena madera de construccion, el banaba, el molavin, el ébano, sibucao, nito y toda clase de bejucos. Hay en ellos abundante caza mayor y menor. Sobre el monte Bulang, cuyas vertientes al N. E. pertenecen á esta pobl., y por las cuales se precipitan muchos r. y arr. que fertilizan el terreno, asoma el famoso volcan de Albay ó el Mayon, de cuyas erupciones ha padecido mucho este pueblo, particularmente en sus barrios ó anejos de Bayatdan, banag, etc.: en la erupcion del año 1814 quedó casi completamente destruido. prod.: arroz, maiz, caña dulce, cocos, mongos, burí, abacá, añil, ajonjoli, etc. Los naturales son dulces y afables; se ocupan especialmente en el cultivo de las tierras y beneficio de sus productos; las mugeres fabrican varios tejidos, entre los cuales se distinguen los llamados sinamays: tambien se fabrican esterillas finas de palma. El com. consiste en la esportacion del sobrante de sus prod. naturales y fabriles. pobl. 8,800 alm., 995 trib., que ascienden á 9,950 rs. plata, equivalentes á 24,875 rs. vn.
(Buzeta y Bravo, 1850, p. 317)

En 2020, tenía censados 72 485 habitantes.